# Берёзовая Грива (Мамадышский район)
Берёзовая Грива — деревня в Мамадышском районе Татарстана. Входит в состав Омарского сельского поселения.

## География
Находится в центральной части Татарстана на расстоянии приблизительно 20 км на юг-юго-запад по прямой от районного центра города Мамадыш недалёко от правого берега Камы.

## История
Основана в начале XIX века выходцами из села Омары, первоначально называлась Липовка.

## Население
Постоянных жителей было: в 1859 — 55, в 1897—117, в 1908—200, в 1920—109, в 1926 — 93, в 1938 — 76, в 1949 — 88, в 1958 — 60, в 1970 — 37, в 1979 — 29, в 1989 — 3, в 2002 году 1 (русские 100 %), в 2010 году 1.